# Квинт Эмилий Пап
Квинт Эмилий Пап (лат. Quintus Aemilius Papus) — римский политический деятель, консул Римской республики в 282 и 278 годах до н. э.

## Биография
В 282 году до н. э. Квинт Эмилий Пап избран от патрициев консулом Римской республики (его напарником от плебеев стал Гай Фабриций Лусцин). В этом году римский гарнизон размещён в Региуме (ныне — Реджо-ди-Калабрия), также Рим оказал греческой колонии Фурии на побережье современного залива Таранто помощь в борьбе с местными племенами.
В 278 году до н. э. оба консула 282 года до н. э. вновь избраны. В 282 году римляне под командованием Квинта Эмилия Папа одержали победу при Популонии, что привело к завершению восстания этруссков и галлов против римского владычества. Важным событием этого года были переговоры с Карфагеном, результатом которых стал союз против Пирра.
В 275 году до н. э. Эмилий Пап со своим постоянным коллегой стали цензорами.